# George-Valentin Bibescu

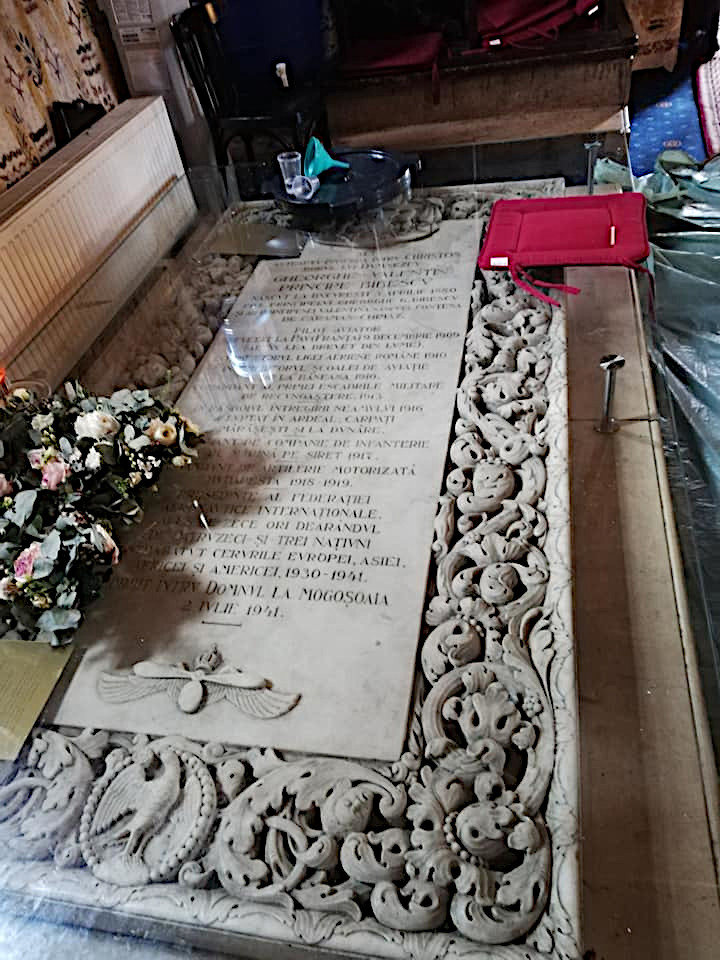
Mormântul principelui George-Valentin Bibescu în Biserica „Sfântul Gheorghe” din Mogoșoaia

George-Valentin Bibescu (n. 3 aprilie 1880, București, România – d. 2 iulie 1941, București, România) a fost unul dintre cei mai buni piloți români. Aparține familiei Bibescu.

## Biografia
S-a născut la București, pe 3 aprilie 1880. Al treilea copil al soților Bibescu este botezat la Biserica Domnița Bălașa, nași fiindu-i prințesa Vera Lobanov-Rostowski. Primește numele primului născut, mort în 1879; George Valentin Bibescu, nepot al domnitorului Gheorghe Bibescu, pretendent de drept la tronul țării. S-au păstrat puține informații privind copilăria lui. Crâmpeie de amintiri din București și de la Posada, acolo unde se află palatul ridicat de bunicul său, domnitorul Gheorghe Bibescu, pe malul Baiului, nu departe de prăpastiile de la Orăți, zona cea mai dificilă, deosebit de pitorească a cursului râului Prahova. Aici, se pare că a descoperit „ispita adâncimilor", nefrica de înălțime și dragostea de plutire. Îi dăruiește soției sale, Martha, castelul de la Mogoșoaia (care a aparținut lui Constantin Brâncoveanu) a cărui restaurare începe în 1910 și se sfârșește în 1927. Meritul Marthei este de a fi realizat, la 11 km de București, un palat domnesc de secol XVIII.    
La 9 mai 1887, tatăl său devine membru de onoare al Academiei de Arme din Paris. Evenimentul este legat de apariția cărții sale „Au Mexique (1862). Combats et retraite des six mille". Lucrarea, apărută într-o ediție de excepție a Editurii Plon și Nourrit, este dedicată foștilor săi camarazi din Corpul expediționar francez. Este supranumit „Cavalerul George", iar suplimentul Le Figaro din 30 aprilie 1887, îl consideră „străinul cel mai francez, cel mai cunoscut și cel mai iubit de noi". Publică un volum de texte politico-sociale și religioase - „Neofit, Metropolite de Hongro-Valachie". Lucrarea poartă o dedicație pentru George Valentin Bibescu. Gheorghe George Bibescu încearcă să insufle fiului său sentimentul de mândrie față de tot ceea ce reprezintă tradiție în familia lor.
Este fondatorul Automobil Clubului Român în 1904. A înființat Clubul Aviatic Român în 1909 și Liga Națională Aeriană în 1912. Între anii 1911-1912, George Valentin Bibescu a deținut funcția de comandant al Școlii de pilotaj de la Cotroceni. De asemenea, în perioada 1920-1923, a deținut funcția de președinte al Comitetului Olimpic Român. Mare Maestru al Marii Loji Naționale din România (1911-1916), și Mare Maestru Onorific al acesteia în anul 1925. În 1930 este președinte al Federației Aeronautice Internaționale.
George-Valentin Bibescu este fondatorul aeroportului Băneasa din București, care a luat naștere pe fosta moșie a mătușii sale, Maria Bibescu, contesă de Montesquiou-Fézensac (azi cartierul Băneasa).
A murit la București la 2 iulie 1941 și este înhumat în biserica „Sfântul Gheorghe” din Mogoșoaia.

## Legături externe
- en George-Valentin Bibescu la Olympedia.org